# Carantec
Carantec (bret. Karanteg) – miejscowość i gmina we Francji, w regionie Bretania, w departamencie Finistère.
Według danych na rok 1990 gminę zamieszkiwało 2609 osób, a gęstość zaludnienia wynosiła 289 osób/km² (wśród 1269 gmin Bretanii Carantec plasuje się na 219. miejscu pod względem liczby ludności, natomiast pod względem powierzchni na miejscu 874.).